# Championnats du monde de course en ligne de canoë-kayak de 1995
Navigation
Édition précédente Édition suivante
Les vingt-septièmes championnats du monde de course en ligne de canoë-kayak se sont déroulés à Duisbourg (Allemagne) en 1995.

## Podiums

### Hommes

#### Canoë
| Epreuve    | Or                                                                | Temps | Argent                                                                | Temps | Bronze                                                                  | Temps |
| C-1 200 m  | Nikolay Bukhalov (BUL)                                            |       | Thomas Zereske (GER)                                                  |       | Mikhail Slivinskiy (UKR)                                                |       |
| C-1 500 m  | Nikolay Bukhalov (BUL)                                            |       | Martin Doktor (CZE)                                                   |       | Imre Pulai (HUN)                                                        |       |
| C-1 1000 m | Imre Pulai (HUN)                                                  |       | Martin Doktor (CZE)                                                   |       | Ivan Klementiev (LAT)                                                   |       |
| C-2 200 m  | Hongrie György Kolonics Csaba Horváth                             |       | Allemagne Mark Eschelbach Thomas Zereske                              |       | Bulgarie Martin Marinov Blagovest Stoyanov                              |       |
| C-2 500 m  | Hongrie György Kolonics Csaba Horváth                             |       | Roumanie Viktor Reneisky Nicolae Juravschi                            |       | Allemagne Andreas Dittmer Gunar Kirchbach                               |       |
| C-2 1000 m | Hongrie György Kolonics Csaba Horváth                             |       | Roumanie Antonel Borsan Marcel Glăvan                                 |       | Allemagne Andreas Dittmer Gunar Kirchbach                               |       |
| C-4 200 m  | Hongrie Ervin Hoffman Attilia Szabó György Kolonics Csaba Horváth |       | Tchéquie Petr Procházka Tomás Krivánek Roman Dittrich Waldemar Fibgir |       | France Olivier Boivin Sylvain Hoyer Eric Le Leuch Benoît Bernard        |       |
| C-4 500 m  | Hongrie Ervin Hoffman Attilia Szabó György Kolonics Csaba Horváth |       | Roumanie Marcel Glăvan Cosmin Pasca Antonel Borsan Florin Popescu     |       | Bulgarie Rumen Nikolov Atanas Angelov Stanimir Atanasov Dmitar Atanasov |       |
| C-4 1000 m | Roumanie Marcel Glăvan Cosmin Pasca Antonel Borsan Florin Popescu |       | Hongrie Gáspár Boldizsár Ferenc Novák Csaba Hüttner György Zala       |       | Allemagne Ulrich Papke Patrick Schulze Christian Gille Jens Lubrich     |       |

#### Kayak
| Epreuve    | Or                                                                   | Temps | Argent                                                               | Temps | Bronze                                                                        | Temps |
| K-1 200 m  | Piotr Markiewicz (POL)                                               |       | Sergey Kalesnik (BLR)                                                |       | Ren Crichlow (CAN)                                                            |       |
| K-1 500 m  | Piotr Markiewicz (POL)                                               |       | Knut Holmann (NOR)                                                   |       | Geza Magyar (ROU)                                                             |       |
| K-1 1000 m | Knut Holmann (NOR)                                                   |       | Clint Robinson (AUS)                                                 |       | Lutz Liwowski (GER)                                                           |       |
| K-2 200 m  | États-Unis Stein Jorgensen John Mooney                               |       | Roumanie Romică Şerban Daniel Stolan                                 |       | Hongrie Zsolt Gyulay Krisztián Bártafai                                       |       |
| K-2 500 m  | Italie Beniamino Bonomi Daniele Scarpa                               |       | Hongrie Zsolt Gyulay Krisztián Bártfai                               |       | Pologne Maciej Freimut Adam Wysocki                                           |       |
| K-2 1000 m | Italie Antonio Rossi Daniele Scarpa                                  |       | Allemagne Kay Bluhm Torsten Gutsche                                  |       | Pologne Grzegorz Kotowicz Dariusz Bialkowski                                  |       |
| K-4 200 m  | Hongrie Krisztián Bártafai Gyula Kajner Antal Páger Gábor Pankotai   |       | Russie Anatoliy Tishchenko Oleg Gorobiy Sergey Verlin Viktor Denisov |       | Allemagne Thomas Reineck André Wohllebe Jan Günther Mark Zabel                |       |
| K-4 500 m  | Russie Viktor Denisov Anatoliy Tishchenko Sergey Verlin Oleg Gorobiy |       | Allemagne Detlef Hofmann Thomas Reineck Mario von Appen Mark Zabel   |       | Pologne Grzegorz Kotowicz Marek Witkowski Grezegorz Kaleta Dariusz Bialkowski |       |
| K-4 1000 m | Allemagne Detlef Hofmann Rene Pflugmacher Thomas Reineck Mark Zabel  |       | Hongrie Zsolt Gyulay Attila Ábrahám Krisztián Bártafai Gábor Szabó   |       | Pologne Grzegorz Kotowicz Marek Witkowski Grezegorz Kaleta Dariusz Bialkowski |       |

### Femmes

#### Kayak
| Epreuve   | Or                                                                      | Temps | Argent                                                              | Temps | Bronze                                                             | Temps |
| K-1 200 m | Rita Köbán (HUN)                                                        |       | Caroline Brunet (CAN)                                               |       | Anna Olsson (SWE)                                                  |       |
| K-1 500 m | Rita Köbán (HUN)                                                        |       | Caroline Brunet (CAN)                                               |       | Susanne Gunnarsson (SWE)                                           |       |
| K-2 200 m | Canada Corinna Kennedy Marie-Josée Gilbeau                              |       | Suède Suzanne Rosenquist Susanne Gunnarsson                         |       | Russie Larissa Kosorukova Tatyana Tischenko                        |       |
| K-2 500 m | Allemagne Ramona Portwich Anett Schuck                                  |       | Pologne Elzbieta Urbanzyk Barbara Hacjel                            |       | Suède Suzanne Rosenquist Susanne Gunnarsson                        |       |
| K-4 200 m | Canada Caroline Brunet Alison Herst Corrina Kennedy Marie-Josée Gilbeau |       | Allemagne Manuela Mucke Ramona Portwich Birgit Schmidt Anett Schuck |       | Suède Ingela Ericsson Maria Haglund Anna Olsson Suzanne Rosenquist |       |
| K-4 500 m | Allemagne Manuela Mucke Ramona Portwich Birgit Schmidt Anett Schuck     |       | Chine Xian Bangdi Bei Gaobei Ying Dong Qin Zhang                    |       | Hongrie Kinga Czigany Eva Donusz Rita Köbán Szilvia Mednyanszky    |       |

## Tableau des médailles
| Rang  | Nation      | Or | Argent | Bronze | Total |
| ----- | ----------- | -- | ------ | ------ | ----- |
| 1     | Hongrie     | 9  | 3      | 3      | 15    |
| 2     | Allemagne   | 3  | 5      | 5      | 13    |
| 3     | Canada      | 2  | 2      | 1      | 5     |
| 4     | Pologne     | 2  | 1      | 4      | 7     |
| 5     | Bulgarie    | 2  | 0      | 2      | 4     |
| 6     | Italie      | 2  | 0      | 0      | 2     |
| 7     | Roumanie    | 1  | 4      | 1      | 6     |
| 8     | Russie      | 1  | 1      | 1      | 3     |
| 9     | Norvège     | 1  | 1      | 0      | 2     |
| 10    | États-Unis  | 1  | 0      | 0      | 1     |
| 11    | Tchéquie    | 0  | 3      | 0      | 3     |
| 12    | Suède       | 0  | 1      | 4      | 5     |
| 13    | Australie   | 0  | 1      | 0      | 1     |
| 14    | Biélorussie | 0  | 1      | 0      | 1     |
| 15    | Chine       | 0  | 1      | 0      | 1     |
| 16    | France      | 0  | 0      | 1      | 1     |
| 17    | Lettonie    | 0  | 0      | 1      | 1     |
| 18    | Ukraine     | 0  | 0      | 1      | 1     |
| Total | Total       | 24 | 24     | 24     | 72    |